# José Luis García Sánchez
José Luis García Sánchez (ur. 22 września 1941 w Salamance) – hiszpański reżyser, scenarzysta i producent filmowy. 

## Życiorys
Studiował prawo i socjologię na Uniwersytecie w Madrycie. Karierę zaczynał jako asystent reżysera Carlosa Saury przy jego filmie Polowanie (1966). Od 1975 samodzielnie reżyserował filmy fabularne.
Największy sukces odniósł komedią Pstrągi (1978), nagrodzoną Złotym Niedźwiedziem na 28. MFF w Berlinie. Później nakręcił takie obrazy, jak m.in. Dwór faraona (1985), Boskie słowa (1987), Lot gołębicy (1989) czy Żegnaj od serca (2000).
Współtworzył scenariusze do filmów innych reżyserów, np. Czarny miot (1977) Manuela Gutiérreza Aragóna czy nagrodzonego Oscarem dla najlepszego filmu nieanglojęzycznego Belle époque (1992) Fernanda Trueby. García Sánchez dwukrotnie zdobył Nagrodę Goya za najlepszy scenariusz.